# آن ميتشيل (مربية)
آن ميتشيل (بالإنجليزية: Anne Mitchell)‏ هي مربية أمريكية، ولدت في 26 مايو 1950 في هينغهام في الولايات المتحدة.